# Richard Ewen Borcherds
Richard Ewen Borcherds, né le 29 novembre 1959 au Cap en Afrique du Sud, est un mathématicien connu pour ses travaux en théorie des groupes et en algèbre de Lie.

## Biographie
Richard Borcherds a fait ses études à la King Edward's School à Birmingham, puis à l'université de Cambridge, où il suivait les cours de John Horton Conway. Il obtient son doctorat en 1985 à Cambridge sous la direction de Conway, à propos notamment du réseau de Leech. Il occupe ensuite divers postes à Cambridge et à l'Université de Californie à Berkeley, où il est actuellement professeur en mathématiques.
En 1998, au 23e congrès international des mathématiciens à Berlin (Allemagne), il reçoit la médaille Fields.

## Travaux
Borcherds est particulièrement connu pour son travail reliant la théorie des groupes finis à d'autres secteurs des mathématiques. En particulier, il inventa la notion d'algèbre vertex, qui est utilisée dans la preuve de la conjecture Conway-Norton à propos du monstrous moonshine. Ce résultat est lié à la théorie des représentations du groupe Monstre, un groupe fini dont la structure n'avait jusque-là pas été bien comprise. Ces dernières années, Borcherds a essayé de construire la théorie quantique des champs d'une façon mathématiquement rigoureuse.